# Голубой велосипед
«Голубой велосипед» (фр. La Bicyclette bleue) — роман французской писательницы Режин Дефорж, опубликованный в 1981 году.
Первый роман из одноимённого цикла из десяти книг, последний роман был опубликован в 2007 году.
Роман издан на русском языке в 1995 году в переводе В. Иорданского (на русском языке изданы только первые четыре книги серии). Данный роман принёс писательнице широкую известность, только во Франции было продано более 10 миллионов экземпляров романа.

## Сюжет
Действие романа происходит во Франции в 1939—1949 годах.
В центре сюжета романа — судьба француженки Леа Дельмас, избалованной и капризной дочери богатого землевладельца, жизнь которой меняется с началом войны.
Первые четыре книги серии охватывают восемь лет жизни Леа.
Перед войной отец дарит ей небесно-голубой велосипед, пожелав, чтобы всё в жизни Леа складывалось красиво, легко и стремительно.
Но начинается война, жизнь Леа меняется. Умирают близкие ей люди, ей приходится одной поднимать поместье.
Кроме того, Леа становится курьером Сопротивления. Рискуя жизнью, она на своем голубом велосипеде пересекает пограничные зоны и перевозит письма и документы.

## Критика
Весь цикл романов зачастую сравнивают с романом Маргарет Митчелл «Унесенные ветром», причём как при положительных, так и отрицательных отзывах, выделяя схожесть начала сюжета романа, но события романа разворачиваются не на фоне гражданской войны в США, как в истории Скарлетт О`Хара, а во Франции, во время Второй Мировой войны. История героини романа Леа проходит на фоне грандиозных событий, потрясших Францию в 1939—1949 года, подобно тому, как история в романе Митчелл разворачивается на фоне гражданской войны в США.
В период 1989—1993 годы во Франции имел место судебный процесс о нарушении авторских прав, инициированный правопреемниками Маргарет Митчелл, но в итоге претензии были отвергнуты, и роман был признан оригинальным произведением.

## Экранизации
Экранизирован в 2000 году режиссёром Тьерри Бинисти (fr:Thierry Binisti) в виде сериала по четырем первым книгам серии. Роль главной героини сыграла Летиция Каста.